# Covington (Texas)
Covington è un centro abitato degli Stati Uniti d'America situato nella contea di Hill dello Stato del Texas.
La popolazione era di 269 persone al censimento del 2010.

## Geografia fisica
Covington è situata sulla strada statale 171, 12 miglia (19 km) a nord di Hillsboro nel centro-nord di Hill County.
Secondo lo United States Census Bureau, ha un'area totale di 0,8 miglia quadrate (2,1 km²).

## Società

### Evoluzione demografica
Secondo il censimento del 2000, c'erano 282 persone, 111 nuclei familiari e 79 famiglie residenti nella città. La densità di popolazione era di 339,8 persone per miglio quadrato (131,2/km²). C'erano 122 unità abitative a una densità media di 147,0 per miglio quadrato (56,8/km²). La composizione etnica della città era formata dal 90,78% di bianchi, il 3,19% di afroamericani, lo 0,35% di nativi americani, il 2,84% di altre razze, e il 2,84% di due o più etnie. Ispanici o latinos di qualunque razza erano il 6,38% della popolazione.
C'erano 111 nuclei familiari di cui il 31,5% aveva figli di età inferiore ai 18 anni, il 55,0% aveva coppie sposate conviventi, e il 28,8% erano non-famiglie. Il 22,5% di tutti i nuclei familiari erano individuali e il 9,9% aveva componenti con un'età di 65 anni o più che vivevano da soli. Il numero di componenti medio di un nucleo familiare era di 2,54 e quello di una famiglia era di 2,99.
La popolazione era composta dal 27,0% di persone sotto i 18 anni, il 10,3% di persone dai 18 ai 24 anni, il 26,2% di persone dai 25 ai 44 anni, il 24,1% di persone dai 45 ai 64 anni, e il 12,4% di persone di 65 anni o più. L'età media era di 35 anni. Per ogni 100 femmine c'erano 86,8 maschi. Per ogni 100 femmine dai 18 anni in giù, c'erano 94,3 maschi.
Il reddito medio di un nucleo familiare era di 38.214 dollari e quello di una famiglia era di 45.179 dollari. I maschi avevano un reddito medio di 35.972 dollari contro i 23.750 dollari delle femmine. Il reddito pro capite era di 18.874 dollari. Circa il 13,9% delle famiglie e il 9,6% della popolazione erano sotto la soglia di povertà, incluso il 4,4% di persone sotto i 18 anni di età e il 23,4% di persone di 65 anni o più.